# Peter Sinfield
Peter John Sinfield (Fulham, 27 de dezembro de 1943 – 14 de novembro de 2024) foi um poeta e compositor inglês. Ele foi mais conhecido como cofundador e letrista do King Crimson. Seu álbum de estreia, In the Court of the Crimson King, é considerado um dos primeiros e mais influentes álbuns de rock progressivo já lançados. 
As letras de Sinfield são conhecidas por suas imagens surreais, muitas vezes envolvendo conceitos comuns de fantasia, natureza ou mar. Frequentemente, eles também lidam com conceitos emocionais e, às vezes, com conceitos de enredo. Mais tarde em sua carreira, ele adaptou suas composições para melhor se adequar à música pop e escreveu uma série de canções de sucesso para artistas como Celine Dion, Cher, Cliff Richard, Leo Sayer, Five Star e Bucks Fizz. 
Em 2005, Sinfield foi referido como um "herói do rock progressivo" na revista Q por seu trabalho lírico e influência na indústria musical. 

## Biografia
Sinfield nasceu em Fulham, Londres, filho de ascendência mista inglesa-irlandesa e de mãe ativista boêmia, Deidre (também conhecida como Joey ou Daphne). Ele raramente teve contato com seu pai Ian. Até os oito anos de idade, ele foi criado em grande parte pela governanta alemã de sua mãe, Maria Wallenda, uma equilibrista do circo Flying Wallendas, após o que foi enviado para a Danes Hill School em Oxshott. Foi lá que Sinfield descobriu o amor pelas palavras e seus usos e significados, com a orientação de seu tutor John Mawson. Ele passou a devorar livros de todos os tipos, principalmente poesia. Mais tarde, ele frequentou a Ranelagh Grammar School em Bracknell, Berkshire. Ele deixou a escola aos dezesseis anos e trabalhou brevemente como agente de viagens,  acreditando que isso "lhe permitiria ver o mundo".
Sinfield então trabalhou para uma empresa de informática por seis anos, viajando pela Europa quando podia e andando com amigos da Chelsea School of Art. Para competir com seus amigos da escola de artes, Sinfield começou a aprender a tocar violão  e a escrever poesia em meados da década de 1960, e ganhava a vida em barracas de mercado vendendo pipas feitas à mão, abajures, pinturas e roupas personalizadas. Ele passou vários anos vagando pelo Marrocos e pela Espanha antes de retornar à Inglaterra. Em algum momento de 1967, ele formou The Creation, uma banda que ele disse imaginar como um cruzamento entre Donovan e The Who.  Um dos membros, Ian McDonald, convenceu Sinfield a mudar de cantor/guitarrista para letrista. 

## King Crimson
Em 1968, Ian McDonald juntou-se a Giles, Giles and Fripp, um trio pop progressivo composto por Michael Giles, Peter Giles e Robert Fripp, que procuravam fazer mais com a música do que sua formação de três homens poderia fazer. McDonald avisou aos outros que já estava trabalhando com alguém que sabia escrever letras. Em sua forma original, Giles, Giles & Fripp, acompanhados por McDonald e a ex-vocalista da Fairport Convention Judy Dyble, gravaram uma versão inicial da música "I Talk to the Wind" do McDonald-Sinfield, que mais tarde se tornou parte do repertório do King Crimson. 
Peter Giles deixou o grupo nessa época, para ser substituído por Greg Lake, e Sinfield entrou na mesma época. Em suas próprias palavras, “me tornei o hippie de estimação deles, porque podia dizer-lhes onde comprar as roupas engraçadas que viam todo mundo vestindo”.  Sinfield também criou o nome King Crimson.  Sinfield adorou trabalhar com a banda e, além de escrever as letras fantasmagóricas que passaram a fazer parte da marca registrada do King Crimson, ele também dirigiu o show de luzes do grupo em seus shows e ofereceu conselhos sobre arte, design de álbum e outros detalhes de os lançamentos da banda. O papel de atuação de Sinfield na banda limitou-se a tocar ocasionalmente o sintetizador EMS VCS 3. 
Fripp envolveu-se com outros projetos (mais notavelmente a orquestra Centipede), o que deixou Sinfield com grande parte da responsabilidade pela versão final e design do álbum, incluindo a capa exclusivamente ornamentada. A relação entre Sinfield e Fripp tornou-se cada vez mais tensa à medida que a banda progredia. Em seu quarto álbum, Islands, Sinfield começou a explorar um novo território lírico, com imagens mais sexuais justapostas à faixa-título languidamente surreal. Em 1º de janeiro de 1972, após uma viagem aos Estados Unidos, Fripp disse a Sinfield que não poderia mais trabalhar com ele e pediu-lhe que deixasse o grupo. 

## ELP, Roxy Music, PFM eStill
Em 1972, Sinfield permaneceu associado à E.G. Records, que representava King Crimson e Roxy Music, e foi enquanto Sinfield produzia o álbum de estreia do Roxy Music e seu single de sucesso "Virginia Plain" que ele decidiu tentar gravar um solo. álbum. Em 1973 ele escreveu letras em inglês para o grupo italiano Premiata Forneria Marconi (também conhecido como PFM) e produziu seu primeiro álbum para a Manticore Records da ELP, intitulado Photos of Ghosts e The World Became the World.
Em 1973, Sinfield formou uma banda provisoriamente chamada A Bowl of Soup e contava com Phil Jump nos teclados, Richard Brunton na guitarra, Allan "Min" Mennie na bateria, Steve Dolan no baixo e o próprio Sinfield nos vocais, guitarra e sintetizador. A Bowl of Soup foi contratado para gravar um álbum no Command Studios.  Este álbum, Still, foi finalmente creditado como um álbum solo de Pete Sinfield e, além dos cinco membros do A Bowl of Soup, contou com contribuições de vários antigos (Greg Lake, Mel Collins, Ian Wallace) e futuros (John Wetton) Ex-alunos do Crimson. Enquanto trabalhava em Still, ele foi abordado por Emerson, Lake & Palmer, que precisava de um letrista do calibre de Sinfield. Sinfield foi mais direto: “Greg [Lake] me ligou. 'Preciso de ajuda com a letra.' E, cara, ele precisava de ajuda."  Still foi originalmente lançado pelo próprio selo Manticore do ELP em 1973, mas Sinfield se viu incluído em Emerson, Lake & Palmer. Já com medo do palco que teve pouco tempo para superar devido às demandas de composição, sua carreira solo foi suspensa e ele trabalhou com o ELP nos anos seguintes.
Durante este tempo, Sinfield viveu com sua primeira esposa Stephanie em The Mill House,  Surrey, que lhe foi emprestada pela ELP. Seu vizinho era Gary Brooker do Procol Harum, com quem co-escreveu cinco músicas do primeiro álbum solo de Brooker, No More Fear of Flying. Ele também lançou um livro contendo suas letras e poemas anteriores intitulado Under the Sky (em homenagem a uma das letras de Still ). Em 1975, "I Believe in Father Christmas", uma música co-escrita com Greg Lake foi lançada.

## Anos em Ibiza
Depois de superestimar sua riqueza e subestimar sua porcentagem de royalties do ELP, ele se mudou para Ibiza para viver como exilado fiscal e desfrutou de sua primeira interrupção no trabalho contínuo na indústria musical. Lá ele conheceu um círculo de artistas, atores, pintores e membros do Chelsea Arts Club, como Peter Unsworth e Barry Flanagan, e eventualmente se separou de sua primeira esposa. Durante seu tempo em Ibiza, a pausa de Sinfield nas composições permitiu que ele passasse seu tempo viajando, socializando e refletindo, o que ele não tinha conseguido fazer na década anterior. 
Durante o final da década de 1970, ele continuou a se deslocar em comunidades por toda a Espanha. Em 1978, após o sucesso de suas letras anteriores para Emerson, Lake & Palmer, Sinfield foi convidado pelo ELP para produzir letras para seu álbum Love Beach, agora considerado por muitos (incluindo o próprio Sinfield) como o mais fraco de todos os álbuns do ELP.  Em 1978, ele também narrou In a Land of Clear Colors, de Robert Sheckley, uma história de ficção científica em áudio lançada no ano seguinte em uma edição limitada de 1.000 discos de vinil. A música de apoio da história foi fornecida por Brian Eno, com quem Sinfield já havia trabalhado enquanto produzia o Roxy Music. Quando regressou a Londres em 1980, com a sua nova esposa espanhola (modelo e vice-campeã do Miss Espanha), descobriu que o rock progressivo já não era procurado e que o punk tinha surgido no Reino Unido. 
Sinfield também escreveu as letras, em 1978-1980, para as versões em inglês de Alla fiera dell'est (Highdown Fair) e La pulce d'acqua (Fables and Fantasies), do cantor e compositor italiano Angelo Branduardi e, em 1981-1983, por "It's Your Dream" (Nikka Costa), "My First Love", "I Believe in Fairy Tales" e "Trick or Treat" (Fairy Tales), da cantora infantil americana Nikka Costa. 

## Anos pop
Após seu retorno a Londres em 1980, sua editora o apresentou a Andy Hill, compositor e colega compositor. Ele e Sinfield colaboraram em sucessos como "The Land of Make Believe" de Bucks Fizz,  que alcançou a posição No.1 no UK Singles Chart,  e se tornou um dos sucessos mais vendidos da década. Enquanto se reeducava para se adaptar à indústria da música pop com a ajuda de Hill, regressou a Espanha, onde já estava estabelecido nas comunidades de Ibiza e Barcelona, e à medida que a sua carreira avançava, mudou-se para uma casa em Maiorca. Nesta época, ele apareceu no programa de televisão espanhol Musical Express, onde foi entrevistado e realizou um set com Boz Burrell, Tim Hinkley, Michael Giles, Bobby Tench, Mel Collins, e Gary Brooker. 

## Vida pessoal e morte
Sinfield morava em Aldeburgh, Suffolk. Ele era ativo na comunidade de compositores e era membro do comitê da British Academy of Songwriters, Composers and Authors. Ele passou por uma cirurgia cardíaca em 2005.
Sinfield morreu em 14 de novembro de 2024, aos 80 anos.

## Influências
Sinfield teve uma educação bastante incomum e colorida, sendo filho único (exceto seu irmão adotivo, Dennis) de uma mãe bissexual que dirigia um salão de cabeleireiro e uma das primeiras lanchonetes de Londres na década de 1950. Ele cresceu em uma casa boêmia e afirma ter lembranças vívidas de Natais extravagantes e maravilhosos, mais tarde inspirando a letra de seu hit "I Believe in Father Christmas", que relembrava uma fé perdida e ingênua no Papai Noel.  Sinfield afirmou que A Poet's Notebook de Edith Sitwell  teve uma influência importante em sua escrita, bem como as obras de Arthur Rimbaud,  Paul Verlaine,  William Blake,  Kahlil Gibran e  Shakespeare. 
Musicalmente ele foi amplamente influenciado por Bob Dylan e Donovan. Ouvir a frase de abertura de "Colors" de Donovan: "Amarelo é a cor do cabelo do meu verdadeiro amor"' foi, afirmou Sinfield, o momento decisivo em que ele decidiu que tinha o desejo e a capacidade de começar a escrever canções. 

## Discografia

### Solo
- Still (1973) – vocais, violão de doze cordas, sintetizador, produção, design de capa (relançado em 1993 como Stillusion)

### ComKing Crimson
- In the Court of the Crimson King (1969) – letras, produção
- In the Wake of Poseidon (1970) – letras, produção
- Lizard (1970) – letras, VCS3, produção
- Islands (1971) – letras, produção
- Sailors' Tales 1970-1972, caixa de 27 discos (2017) – letras, produção, mixagem de som ao vivo

### ComEmerson, Lake e Palmer
- Brain Salad Surgery (1973) - letras de "Benny the Bouncer" e " Karn Evil 9 3rd Impression"
- Works Volume I (1977) – letras
- Works Volume 2 (1977) - letras de "Watching Over You" e "I Believe in Father Christmas"
- Love Beach (1978) – letra

### Outros
McDonald and Giles
- McDonald and Giles (1970) – letras e conceito para "Birdman"

Roxy Music
- Roxy Music (1972) – produção

Premiata Forneria Marconi
- Photos of Ghosts (1973) – produção, letras
- The World Became the World (1974) – produção, letras

Angelo Branduardi
- Highdown Fair (1978) – letras
- Fables and Fantasies (1980) – letras

Com Robert Sheckley e Brian Eno
- In a Land of Clear Colours (1978) – narração

Gary Brooker
- No More Fear of Flying (1979) – letras

Chris Squire and Alan White
- "Run with the Fox" (1981) – letras

Nikka Costa
- The 1st Album (1981) – letras para "It's Your Dream"
- Fairy Tales (1983) – letras para "My First Love", "I Believe in Fairy Tales", e "Trick or Treat"

Bucks Fizz
- The 1st Album (1981) – letras
- Are You Ready (1982) – letras
- I Hear Talk (1984) – letras
- Writing on the Wall (1986) – letras
- The Story So Far (1988) – letras para – "20th Century Hero"

Moon Martin (1982) e TKA (1988)
- "X-Ray Vision" – letras

Leo Sayer
- Have You Ever Been in Love (1983) – letras

Five Star
- Silk & Steel (1986) – letras

Flairck
- Sleight of Hand (1987) – letras para "Walk Upon Dreams"

Agnetha Fältskog
- I Stand Alone (1987) – letras para "Love in a World Gone Mad"

Cher
- Heart of Stone (1989) – letra da música homônima

Celine Dion
- The Colour of My Love (1993) – letras para "Think Twice"
- Falling into You (1996) – letras para  "Call the Man"

David Cross
- Exiles (1997) – letras para "This Is Your Life"

Ian McDonald
- Drivers Eyes (1999) - letras para "Let There Be Light"